# کاج‌زنگ‌ها
کاج‌زنگ‌ها (نام علمی: Cronartium) نام یک سرده از تیره کاج‌زنگان است.